# Droßdorf
Droßdorf este o comună din landul Saxonia-Anhalt, Germania.